# أنطوان فوكوا
أنطوان فوكوا (بالإنجليزية: Antoine Fuqua)‏ هو مخرج أفلام أمريكي، أخرج العديد من الأفلام منها القناص ونخبة بروكلين.

## روابط خارجية
- أنطوان فوكوا على موقع IMDb (الإنجليزية)
- أنطوان فوكوا على موقع مونزينجر (الألمانية)
- أنطوان فوكوا على موقع ألو سيني (الفرنسية)
- أنطوان فوكوا على موقع ميوزك برينز (الإنجليزية)
- أنطوان فوكوا على موقع تيرنر كلاسيك موفيز (الإنجليزية)
- أنطوان فوكوا على موقع أول موفي (الإنجليزية)
- أنطوان فوكوا على موقع بوكس أوفيس موجو (الإنجليزية)
- أنطوان فوكوا على موقع قاعدة بيانات الأفلام السويدية (السويدية)
- أنطوان فوكوا على موقع إن إن دي بي (الإنجليزية)
- أنطوان فوكوا على موقع قاعدة بيانات الفيلم (الإنجليزية)